# فلاندی لیمپله
فلاندی لیمپله (انگلیسی: Flandy Limpele؛ زادهٔ ۹ فوریهٔ ۱۹۷۴) بدمینتون‌باز اهل اندونزی است.